# Szobácsi Gergő
Szobácsi Gergő (Budapest, 1983. január 30. –) magyar stand up komikus.

## Pályafutása
2010-ben baráti unszolásra jelentkezett a Dumaszínház Fiatal Félőrültek Fesztiválja című tehetségkutató versenyére. Az elkövetkezendő 3 évben alkalomról alkalomra szerencsét próbált a kéthetente megrendezésre kerülő versenysorozaton, amit több mint 10 alkalommal nyert meg zsinórban. Ez idő tájt rendszeresen lépett fel kisebb klubokban, éttermekben, egyetemi rendezvényeken, egy amatőr stand up-osokból álló kisebb társulattal. A nagyközönség elé 2011-ben lépett először, amikor bemutatkozott a Comedy Central bemutatja című műsorban, amelyben azóta többször is szerepelt. Az országos ismertséget 2012-ben a Showder Klub című műsor hozta meg, aminek napjainkig rendszeres szereplője. 2013 tavaszán felvételt nyert a Dumaszínház társulatába, azóta rendszeresen lép fel vidéken és Budapesten is a színház saját szervezésű rendezvényein. 2016-ban kapott először meghívást a Kossuth Rádió Rádiókabaré című műsorába, amelynek azóta is rendszeres fellépője.